# National Clandestine Service
Il National Clandestine Service è l'autorità statunitense per il coordinamento dei servizi di HUMINT (human intelligence), ed è una delle quattro componenti principali della CIA.

## Storia
È subentrato totalmente ad una preesistente struttura della CIA, il Directorate of Operations. Inoltre coordina la HUMINT tra la CIA stessa e svariate altre "agenzie", ossia, quanto meno: Federal Bureau of Investigation, Diplomatic Security Service, Defense Intelligence Agency, Air Intelligence Agency, Army Intelligence and Security Command (INSCOM), Marine Corps Intelligence Activity, e Office of Naval Intelligence. L'attuale direttore del NCS è Michael Sulick. Il direttore del NCS fa capo e riferisce al direttore della CIA.
La creazione del NCS è stata annunciata ufficialmente con una conferenza stampa del 13 ottobre 2005.